# Lista siturilor arheologice din județul Satu Mare - A
Lista siturilor arheologice din județul Satu Mare - X conține toate siturile arheologice din județul Satu Mare înscrise în Repertoriul Arheologic Național (RAN) și aflate în localități al căror nume începe cu litera X. RAN este administrat de Ministerul Culturii și Patrimoniului Național și cuprinde date științifice, cartografice, topografice, imagini și planuri, precum și orice alte informații privitoare la zonele cu potențial arheologic, studiate sau nu, încă existente sau dispărute.
Puteți căuta un sit din localitățile care încep cu litera X folosind formularul de mai jos sau puteți naviga prin toate siturile din județ la Lista siturilor arheologice din județul Satu Mare.
| Cod RAN                                 | Denumire | Localitate                | Adresă                 | Datare                          | Descoperit | Coordonate                                              | Imagine           | Erori                                        |
| --------------------------------------- | --- | ------------------------- | ---------------------- | ------------------------------- | ---------- | ------------------------------------------------------- | ----------------- | -------------------------------------------- |
| 136722.03.79                            | Situl arheologic de la Acâș - "Râtul lui Vereș" / ansamblu anonim (Categorie: locuire civilă) (Tip: Așezare)                                          | sat Acâș, comuna Acâș     | Râtul lui Vereș        | Coțofeni                        | 1981       | 47°31′23″N 22°46′31″E / 47.52306°N 22.77528°E           | Încărcați imagine | Raportați eroare                             |
| 136722.03.02                            | Situl arheologic de la Acâș - "Râtul lui Vereș" / ansamblu anonim (Categorie: locuire civilă) (Tip: Așezare)                                          | sat Acâș, comuna Acâș     | Râtul lui Vereș        | Otomani                         | 1981       | 47°31′23″N 22°46′31″E / 47.52306°N 22.77528°E           | Încărcați imagine | Raportați eroare                             |
| 136722.03.03                            | Situl arheologic de la Acâș - "Râtul lui Vereș" / ansamblu anonim (Categorie: locuire civilă) (Tip: Așezare)                                          | sat Acâș, comuna Acâș     | Râtul lui Vereș        | Cehăluț                         | 1981       | 47°31′23″N 22°46′31″E / 47.52306°N 22.77528°E           | Încărcați imagine | Raportați eroare                             |
| 136722.03.04                            | Situl arheologic de la Acâș - "Râtul lui Vereș" / ansamblu anonim (Categorie: locuire civilă) (Tip: Așezare)                                          | sat Acâș, comuna Acâș     | Râtul lui Vereș        | Gáva - timpurie                 | 1981       | 47°31′23″N 22°46′31″E / 47.52306°N 22.77528°E           | Încărcați imagine | Raportați eroare                             |
| 136722.03.05                            | Situl arheologic de la Acâș - "Râtul lui Vereș" / ansamblu anonim (Categorie: locuire civilă) (Tip: Așezare)                                          | sat Acâș, comuna Acâș     | Râtul lui Vereș        | sec. VII                        | 1981       | 47°31′23″N 22°46′31″E / 47.52306°N 22.77528°E           | Încărcați imagine | Raportați eroare                             |
| 136722.03.06                            | Situl arheologic de la Acâș - "Râtul lui Vereș" / ansamblu anonim (Categorie: locuire civilă) (Tip: Așezare)                                          | sat Acâș, comuna Acâș     | Râtul lui Vereș        | sec. XI - XIII                  | 1981       | 47°31′23″N 22°46′31″E / 47.52306°N 22.77528°E           | Încărcați imagine | Raportați eroare                             |
| 136722.03.07                            | Situl arheologic de la Acâș - "Râtul lui Vereș" / ansamblu anonim (Categorie: locuire civilă) (Tip: Așezare)                                          | sat Acâș, comuna Acâș     | Râtul lui Vereș        |                                 | 1981       | 47°31′23″N 22°46′31″E / 47.52306°N 22.77528°E           | Încărcați imagine | Raportați eroare                             |
| 136722.03.08                            | Situl arheologic de la Acâș - "Râtul lui Vereș" / ansamblu anonim (Categorie: locuire civilă) (Tip: Așezare)                                          | sat Acâș, comuna Acâș     | Râtul lui Vereș        |                                 | 1981       | 47°31′23″N 22°46′31″E / 47.52306°N 22.77528°E           | Încărcați imagine | Raportați eroare                             |
| 136722.01.01 (Cod LMI: SM-II-m-A-05253) | Biserica reformată din Acâș / ansamblu Biserica reformată din Acâș (Categorie: structură de cult/religioasă) (Tip: Biserică)                          | sat Acâș, comuna Acâș     | str. Mihăieni, nr. 236 | 2/2 sec. XII - 1/2 sec.XIII -   |            | 47°32′15″N 22°46′32″E / 47.5375°N 22.77555°E            | Încărcați imagine | Raportați eroare                             |
| 136722.01.01 (Cod LMI: SM-II-m-A-05253) | Biserica reformată din Acâș / ansamblu Biserica reformată din Acâș / complex capela-sacristie (Categorie: structură de cult/religioasă) (Tip: capelă) | sat Acâș, comuna Acâș     | str. Mihăieni, nr. 236 | 2/2 sec. XII - 1/2 sec.XIII -   |            | 47°32′15″N 22°46′32″E / 47.5375°N 22.77555°E            | Încărcați imagine | Raportați eroare                             |
| 136722.01.02 (Cod LMI: SM-II-m-A-05253) | Biserica reformată din Acâș / ansamblu anonim (Categorie: structură de cult/religioasă) (Tip: Cimitir)                                                | sat Acâș, comuna Acâș     | str. Mihăieni, nr. 236 | sec. XII - XV                   |            | 47°32′15″N 22°46′32″E / 47.5375°N 22.77555°E            | Încărcați imagine | Raportați eroare                             |
| 136722.01.03 (Cod LMI: SM-II-m-A-05253) | Biserica reformată din Acâș / ansamblu anonim (Categorie: structură de cult/religioasă) (Tip: Cimitir)                                                | sat Acâș, comuna Acâș     | str. Mihăieni, nr. 236 | secolele XVIII - XIX            |            | 47°32′15″N 22°46′32″E / 47.5375°N 22.77555°E            | Încărcați imagine | Raportați eroare                             |
| 136777.03.01                            | Așezarea din prima epocă a fierului de la Andrid - "Corlat" / ansamblu anonim (Categorie: locuire civilă) (Tip: Așezare)                              | sat Andrid, comuna Andrid | Corlat                 | Gáva - mijlocie                 | 2001       | 47°29′45″N 22°23′55″E / 47.49583°N 22.39861°E           | Încărcați imagine | Raportați eroare                             |
| 136722.02.01                            | Așezarea de la Acâș - "Râtul lui Maitini" / ansamblu anonim (Categorie: locuire civilă) (Tip: Așezare)                                                | sat Acâș, comuna Acâș     | Râtul lui Maitini      | geto-dacică                     |            | 47°30′50″N 22°46′51″E / 47.51389°N 22.78083°E           | Încărcați imagine | Raportați eroare                             |
| 136722.02.02                            | Așezarea de la Acâș - "Râtul lui Maitini" / ansamblu anonim (Categorie: locuire civilă) (Tip: Așezare)                                                | sat Acâș, comuna Acâș     | Râtul lui Maitini      | Przeworsk                       |            | 47°30′50″N 22°46′51″E / 47.51389°N 22.78083°E           | Încărcați imagine | Raportați eroare                             |
| 136722.04.01                            | Situl arheologic de la Acâș - "Podul Dobrei" / ansamblu anonim (Categorie: locuire civilă) (Tip: Așezare)                                             | sat Acâș, comuna Acâș     | Podul Dobrei           | dacilor liberi                  |            | 47°39′14″N 22°52′54″E / 47.65389°N 22.88167°E           | Încărcați imagine | Raportați eroare                             |
| 136722.04.02                            | Situl arheologic de la Acâș - "Podul Dobrei" / ansamblu anonim (Categorie: locuire civilă) (Tip: Așezare)                                             | sat Acâș, comuna Acâș     | Podul Dobrei           | Przeworsk                       |            | 47°39′14″N 22°52′54″E / 47.65389°N 22.88167°E           | Încărcați imagine | Raportați eroare                             |
| 136811.02.01                            | Situl arheologic de la Apa - "Grădina CAP" / ansamblu anonim (Categorie: locuire civilă) (Tip: Așezare)                                               | sat Apa, comuna Apa       | Grădina CAP            | Tiszapolgár                     |            | 45°47′40″N 23°11′00″E / 45.79445°N 23.18333°E           | Încărcați imagine | Raportați eroare                             |
| 136811.02.02                            | Situl arheologic de la Apa - "Grădina CAP" / ansamblu anonim (Categorie: locuire civilă) (Tip: Așezare)                                               | sat Apa, comuna Apa       | Grădina CAP            | dacilor liberi Sec. II - IV     |            | 45°47′40″N 23°11′00″E / 45.79445°N 23.18333°E           | Încărcați imagine | Raportați eroare                             |
| 136811.02.03                            | Situl arheologic de la Apa - "Grădina CAP" / ansamblu anonim (Categorie: locuire civilă) (Tip: Așezare)                                               | sat Apa, comuna Apa       | Grădina CAP            | Przeworsk                       |            | 45°47′40″N 23°11′00″E / 45.79445°N 23.18333°E           | Încărcați imagine | Raportați eroare                             |
| 136811.03.01                            | Situl arheologic de la Apa - "Grădina școlii" / ansamblu anonim (Categorie: locuire civilă) (Tip: Așezare)                                            | sat Apa, comuna Apa       | Grădina școlii         | dacilor liberi sec. II - IV     |            | 47°45′50″N 23°09′20″E / 47.76389°N 23.15556°E           | Încărcați imagine | Raportați eroare                             |
| 136811.03.02                            | Situl arheologic de la Apa - "Grădina școlii" / ansamblu anonim (Categorie: locuire civilă) (Tip: Așezare)                                            | sat Apa, comuna Apa       | Grădina școlii         | Przeworsk                       |            | 47°45′50″N 23°09′20″E / 47.76389°N 23.15556°E           | Încărcați imagine | Raportați eroare                             |
| 136811.04                               | Situl arheologic de la Apa - "Herbeneaga" (Categorie: locuire civilă) (Tip: așezare)                                                                  | sat Apa, comuna Apa       | Herbeneaga             | sec. II - IV                    |            | 47°46′00″N 23°09′40″E / 47.76667°N 23.16111°E           | Încărcați imagine | Raportați eroare                             |
| 136811.04.01                            | Situl arheologic de la Apa - "Herbeneaga" / ansamblu anonim (Categorie: locuire civilă) (Tip: Așezare)                                                | sat Apa, comuna Apa       | Herbeneaga             | Otomani                         |            | 47°46′00″N 23°09′40″E / 47.76667°N 23.16111°E           | Încărcați imagine | Raportați eroare                             |
| 136811.04.02                            | Situl arheologic de la Apa - "Herbeneaga" / ansamblu anonim (Categorie: locuire civilă) (Tip: Așezare)                                                | sat Apa, comuna Apa       | Herbeneaga             | dacilor liberi sec. II - IV     |            | 47°46′00″N 23°09′40″E / 47.76667°N 23.16111°E           | Încărcați imagine | Raportați eroare                             |
| 136811.04.03                            | Situl arheologic de la Apa - "Herbeneaga" / ansamblu anonim (Categorie: locuire civilă) (Tip: Așezare)                                                | sat Apa, comuna Apa       | Herbeneaga             | Przeworsk                       |            | 47°46′00″N 23°09′40″E / 47.76667°N 23.16111°E           | Încărcați imagine | Raportați eroare                             |
| 136811.04.04                            | Situl arheologic de la Apa - "Herbeneaga" / ansamblu anonim (Categorie: locuire civilă) (Tip: Așezare)                                                | sat Apa, comuna Apa       | Herbeneaga             | Tiszapolgár                     |            | 47°46′00″N 23°09′40″E / 47.76667°N 23.16111°E           | Încărcați imagine | Raportați eroare                             |
| 136811.04.05                            | Situl arheologic de la Apa - "Herbeneaga" / ansamblu anonim (Categorie: locuire civilă) (Tip: Așezare)                                                | sat Apa, comuna Apa       | Herbeneaga             | Herpaly - Csoszahalom           |            | 47°46′00″N 23°09′40″E / 47.76667°N 23.16111°E           | Încărcați imagine | Raportați eroare                             |
| 136857.01.01                            | Cetatea de la Ardud / ansamblu anonim (Categorie: locuire civilă) (Tip: Cetate)                                                                       | oraș Ardud                | Cetate                 | sec. XVI - XVIII                |            | 47°39′14″N 22°52′54″E / 47.65389°N 22.88167°E           | Încărcați imagine | Raportați eroare                             |
| 136857.01.02                            | Cetatea de la Ardud / ansamblu anonim (Categorie: locuire civilă) (Tip: Așezare)                                                                      | oraș Ardud                | Cetate                 |                                 |            | 47°39′14″N 22°52′54″E / 47.65389°N 22.88167°E           | Încărcați imagine | Raportați eroare                             |
| 136811.01.01                            | Așezarea Latene de la Apa / ansamblu anonim (Categorie: locuire civilă) (Tip: Așezare)                                                                | sat Apa, comuna Apa       |                        | geto-dacică                     |            |                                                         | Încărcați imagine | Raportați eroare                             |
| 136777.01.01 (Cod LMI: SM-I-s-B-05162)  | Așezarea din epoca bronzului de la Andrid - "Bika Domb" / ansamblu anonim (Categorie: locuire civilă) (Tip: Așezare)                                  | sat Andrid, comuna Andrid | Bika Domb              |                                 |            |                                                         | Încărcați imagine | Raportați eroare                             |
| 136777.02.01 (Cod LMI: SM-I-s-B-05163)  | Așezarea din epoca bronzului de la Andrid - "Curtea C.A.P." / ansamblu anonim (Categorie: locuire civilă) (Tip: Așezare)                              | sat Andrid, comuna Andrid | Curtea C.A.P.          |                                 |            |                                                         | Încărcați imagine | Raportați eroare                             |
| 136722.05.01                            | Așezarea eneolitică de la Acâș - "Crasna Veche" / ansamblu anonim (Categorie: locuire civilă) (Tip: Așezare)                                          | sat Acâș, comuna Acâș     | Crasna Veche           | Tiszapolgár                     |            |                                                         | Încărcați imagine | Raportați eroare                             |
| 136811.05.01                            | Așezarea eneolitică de la Apa - "Ciarda Popii" / ansamblu anonim (Categorie: locuire civilă) (Tip: Așezare)                                           | sat Apa, comuna Apa       | Ciarda Popii           | Tiszapolgár                     |            |                                                         | Încărcați imagine | Raportați eroare                             |
| 136857.02.01 (Cod LMI: SM-II-a-A-05261) | Castelul Karoly de la Ardud / ansamblu Castelul Karoly (Categorie: construcție) (Tip: Castel)                                                         | oraș Ardud                | str. Cetății 32        | 1711-a doua jumătate a sec. XIX |            | 47°39′15″N 22°53′16″E / 47.6541442871°N 22.8878688812°E | Încărcați imagine | Raportați eroare                             |
| 136722.06.01 (Cod LMI: SM-I-s-B-05160)  | Situl arheologic de la Acâș - Moară / ansamblu anonim (Categorie: locuire) (Tip: Așezare)                                                             | sat Acâș, comuna Acâș     | Moară                  | sec.VIII                        |            |                                                         | Încărcați imagine | Raportați eroare                             |
| 136722.06.02 (Cod LMI: SM-I-s-B-05160)  | Situl arheologic de la Acâș - Moară / ansamblu anonim (Categorie: locuire) (Tip: Așezare)                                                             | sat Acâș, comuna Acâș     | Moară                  | sec.II-III                      |            |                                                         | Încărcați imagine | Raportați eroare                             |
| 136722.06.03 (Cod LMI: SM-I-s-B-05160)  | Situl arheologic de la Acâș - Moară / ansamblu anonim (Categorie: locuire) (Tip: Așezare)                                                             | sat Acâș, comuna Acâș     | Moară                  | sec.I a.Chr.-sec.I p.Chr.       |            |                                                         | Încărcați imagine | Raportați eroare                             |
| 136722.06.04 (Cod LMI: SM-I-s-B-05160)  | Situl arheologic de la Acâș - Moară / ansamblu anonim (Categorie: locuire) (Tip: Așezare)                                                             | sat Acâș, comuna Acâș     | Moară                  | Otomani                         |            |                                                         | Încărcați imagine | Raportați eroare                             |
| 136722.06.05 (Cod LMI: SM-I-s-B-05161)  | Situl arheologic de la Acâș - Moară / ansamblu anonim (Categorie: locuire) (Tip: Așezare)                                                             | sat Acâș, comuna Acâș     | Moară                  | sec.I-IV                        |            |                                                         | Încărcați imagine | Raportați eroare Format:SfârșitulI5alieilRAN |